# Таємниця двох океанів (фільм)
«Таємниця двох океанів» (рос. «Тайна двух океанов») — радянський двосерійний фантастично-пригодницький фільм, поставлений режисером Костянтином Піпінашвілі у 1955 (1 серія)—1956 (2 серія) роках за однойменним романом Григорія Адамова 1938 року.
Фільм вийшов в прокат в УРСР у березні 1957 року з українським дубляжем від Кіностудії Довженка. Станом на 2020 український дубляж фільму досі не знайдено та не відновлено.

## Сюжет
Перша серія
Дія фільму відбувається після Другої світової війни. У Атлантичному океані за загадкових обставин гине радянський теплохід «Арктика». Одночасно в Тихому океані вибухає французький теплохід «Віктуар». Для з'ясування причини загибелі «Арктики» Радянський Союз посилає оснащений за останнім словом техніки підводний човен «Піонер». Час відплиття човна та його маршрут засекречені. Проте, ще до виходу човна в море органи держбезпеки перехоплюють радіограму, з якої з'ясовується, що в команду човна проник ворог. Спільникові шпигуна музикантові Івашову (Михайло Глузський), за яким встановлено стеження, вдається сховатися. Командира підводного човна Воронцова (Сергій Столяров) попереджають про те, що сталося, і в призначений термін «Піонер» виходить в море. Долаючи перешкоди, човен наближається до місця загибелі «Арктики». Неподалік від затонулого теплохода «Піонер» рятує шлюпку, в якій знаходять сина капітана «Арктики» Павлика. Хлопчик повідомляє, що незадовго до загибелі «Арктики» в морі був помічений катер. Разом з водолазами для обстеження затонулого теплохода вирушають інженер Горєлов і старшина Скворешня. Одночасно в море спускається батисфера з ученим-іхтіологом Лордкіпанідзе. Під час плавання на батисферу нападає морське чудовисько кальмар і, обхопивши металеву кулю своїми велетенським шупальцями, відносить його в море.
Друга серія
Командир підводного човна «Піонер» Воронцов після таємничого зникнення батисфери наказує усім водолазам повернутися. З
дозволу командира біля затонулого теплохода «Арктика» залишаються лише інженер Горєлов і старшина Скворешня. Повідомивши їм шлях прямування «Піонера», Воронцов наказує змінити курс човна. Один з водолазів, що залишилися, випускає на поверхню антени. Сигнали помічає другий водолаз. Зав'язується бійка. Потім лунає величезної сили вибух.
У Ризі органи держбезпеки заарештовують Івашова й адміністратора готелю Сидоріну. Під час допитів з'ясовується злочинна діяльність інженера Горєлова. Проте, про це доки нічого не знають на «Піонерові». Виявлений в морі Горєлов повідомляє, що водолаз, який залишився з ним, подавав позивні. Підозра в диверсійній діяльності падає на Скворешню. Під час вибуху жахливий кальмар, що напав на батисферу, гине. Батисфера благополучно повертається до «Арктики», і Лордкіпанідзе підбирає контуженого Скворешню. Між тим Горєлов дізнається від Павлика про наближення «Піонера» до острова і вирішує негайно тікати з човна. Прискорити втечу його примушує повернення батисфери. Майор держбезпеки Скворешня розкриває злочин Горєлова, але запізно. Ворогові вдається втекти з човна. Скворешня вирушає в погоню та наздоганяє Горєлова біля берегів острова. На острові Скворешня виявляє підземний автоматизований завод магнітних торпед № 17, що підірвали «Арктику». Він попереджає «Піонера» про підготовлювану атаку і, захопивши Горєлова, повертається на човен. Команда «Піонера» відбиває торпедну атаку. Виконавши завдання, підводний човен повертається до рідних берегів.

## У ролях
| • Сергій Столяров        | … | Воронцов Микола Борисович, командир підводного човна «Піонер», капітан I рангу            |
| • Ігор Владимиров        | … | Скворешня Андрій, старшина, майор держбезпеки                                             |
| • Сергій Голованов       | … | Горєлов Микола, інженер-механік, він же брат-близнюк. Шпигун, позивний «Мертва петля»     |
| • Петро Соболєвський     | … | Дружинін Петро Мартинович, помічник командира підводного човна «Піонер», капітан II рангу |
| • Вахтанг Нінуа          | … | Лордкіпанідзе Арсен Давидович, іхтіолог                                                   |
| • Сергій Комаров         | … | професор-океанограф Андрій Миколайович Шелавін                                            |
| • Антоніна Максимова     | … | Бистрих Ольга Іванівна, лікар                                                             |
| • Леонід Пирогов         | … | Бистрих Іван Миколайович, директор цирку, батько лікаря                                   |
| • Троадій Добротворський | … | Базов Василь Іванович, полковник держбезпеки                                              |
| • Павло Луспекаєв        | … | Карцев, лейтенант держбезпеки                                                             |
| • Михайло Глузський      | … | Івашов Матвій Петрович, музикант, шпигун                                                  |
| • Ірина Прейс            | … | Сидоріна, адміністратор готелю                                                            |
| • Ігор Бристоль          | … | Павлик, син капітана теплохода «Арктика»                                                  |

У епізодах
| • Данило Славін     | … | епізод                                                               |
| • Михайло Мінєєв    | … | акустик підводного човна                                             |
| • Петро Морськой    | … | боцман                                                               |
| • Ірина Магалашвілі | … | радистка підводного човна                                            |
| • Караман Мгеладзе  | … | член екіпажа підводного човна                                        |
| • Ігор Балла        | … | член екіпажа підводного човна                                        |
| • Яків Трипольський | … | іноземний агент, зображений на підробній фотографії (немає в титрах) |
| • Кирило Столяров   | … | матрос (немає в титрах)                                              |

## Знімальна група
- Автор сценарію — Володимир Алексєєв, Микола Рожков, за участю Костянтина Піпінашвілі
- Режисер-постановник — Костянтин Піпінашвілі
- Головний оператор — Фелікс Висоцький
- Режисер — Г. Гунія
- Композитор — Олексій Мачаваріані
- Художники-постановники — Леонід Мамаладзе, Євген Мачаваріані
- * Звукооператор — Ростислав Лапинський
- Комбіновані зйомки — : Оператори: Франциск Семянніков, Борис Буравльов, Олександр Дsгмелов: Художники: Леонід Мамаладзе, Євген Мачаваріані
- Асистенти режисера: Д. Хінтібідзе, М. Качарава, Тенгіз Магалашвілі
- Асистент по монтажу — Є. Бежанова
- Гример-художник — Т. Іващенко
- Художник по костюмах — Т. Кандат
- Асистенти художника: Н. Манджгаладзе, М. Медніков
- Асистенти оператора: Георгій Челідзе, Ігор Амасійський, О. Алексєєв, Олександр Парадашвілі
- Головний консультант — В. Брагін
- Консультанти: В. Богоров, Б. Карлов, А. Ширай
- Текст пісень — Борис Серебряков
- Директор фільму — Вахтанг Озіашвілі

## Відмінності від роману
Сюжет фільму дуже відрізняється від роману. Якщо в книзі «таємницею» є сам підводний човен «Піонер», то у фільмі під нею маються на увазі загадкові вибухи у двох океанах. Зав'язка сюжету книги — перехід «Піонера» з Ленінграда у Владивосток і зіткнення французького пароплава з айсбергом, випадковим свідком якого став екіпаж човна. У фільмі пароплав відправила на дно ворожа торпеда. Не було в книзі і самої секретної військової бази на незаселеному острові. Екіпаж підводного човна виключно чоловічий, а у фільмі з'являються дві жінки: воєнлікар і радист. У романі Адамова орудують японські і американські мілітаристи. У фільмі вороги не мають національної приналежності. Найважливішою відмінністю фільму від роману є те, що один з головних персонажів — старшина Скворешня — у фільмі є майором КДБ, впровадженим на «Піонер» таємно від екіпажа. У романі Матвій Петрович Івашов — не музикант, а інженер-якут, під личиною якого ховається японський шпигун імператорського Головного Штабу капітан Маеда (роль у фільмі М. Глузського, персонаж показаний з помітним азійським гримом). У фільмі музикант Івашов наспівує пісеньку «Оленята біжать, біжать, якута на щастя везуть».

## Нагороди
Диплом за високу техніку виробництва та розробку науково-фантастичного сюжету на Міжнародному Кінофестивалі в Дамаску-56.